# 鄒作華

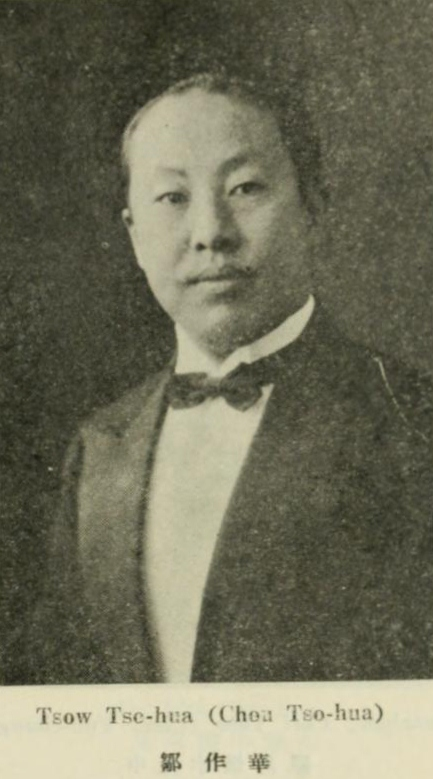
Who's Who in China Suppl. to 4th ed. (1933)

鄒 作華（すう さくか、繁体字: 鄒作華; 簡体字: 邹作华; 拼音: Zōu Zuòhuá; ウェード式: Tsou Tso-hua、1894年5月11日（清光緒20年4月初7日） - 1973年（民国62年）11月7日）は、中華民国（台湾）の軍人・政治家。東北陸軍（奉天派）出身で砲兵を専門とする。後に国民革命軍に属した。字は岳楼。吉林将軍管轄区吉林府（現在の永吉県）出身。

## 事績

### 奉天派での台頭
初めは吉林優級師範附属高等小学で学んだが、1908年（光緒34年）に吉林陸軍小学へ入学し、卒業後は吉林で孟恩遠の部隊で見習軍官を経て1914年（民国3年）には陸軍第一予備学校に進学した。1916年（民国5年）、保定陸軍軍官学校5期生に進学し、留学生予備隊に編入される。翌1917年（民国6年）に日本へ留学、久留米市の野砲兵第24連隊で実習に従事し、陸軍士官学校第12期砲兵科で学んだ。卒業後の1919年に帰国、段祺瑞率いる参戦軍の教導団に砲兵教官として所属、副隊長、団長代理を経て、後に重砲営営長を務める。同年10月に東三省巡閲使衛隊混成団参謀となり、これ以降は奉天派に属した。
1922年（民国11年）11月、東三省陸軍砲兵第4団団長に就任、1925年（民国14年）には砲兵第1旅旅長に昇進している。同年11月、郭松齢が張作霖に反旗を翻して東北国民軍を結成すると、総司令部参謀長に起用される。しかし、鄒は張作霖と内通しており、12月7日の錦州占領後、時間稼ぎを企図した鄒は、郭松齢に3日間の部隊の休息を具申した。事実、将兵は連日の戦闘と凍傷で疲弊しきっていたため、郭松齢もこれに同意したが、張作霖はこの間に反撃に転じ、東北国民軍は瓦解。鄒は郭の逃亡を見届けると全軍に戦闘停止命令を下し、張学良に電話でこれまでの状況を報告した。張配下に戻ったのちは郭敗死の功績から累進し、1926年（民国15年）、奉天派の砲兵総司令となり、翌1927年（民国16年）には砲兵軍軍長を務める。北京政府が中国国民党の北伐軍に敗北すると、鄒も東北に戻り、興安区屯墾督弁に任ぜられた。張学良が国民政府へ易幟すると、鄒もこれに追随している。

### 国民政府での活動
1930年（民国19年）1月、鄒作華は青天白日勲章などを授与された。1933年（民国22年）5月、国民政府軍事委員会北平分会委員に任命される。翌1934年（民国23年）9月には陸軍砲兵学校校長に転任、まもなく同校教育長として実務に当たった。1935年（民国24年）4月、陸軍少将銜を授与される。日中戦争（抗日戦争）が勃発すると、全国砲兵総指揮に任命された。1940年（民国29年）、軍事委員会砲兵総指揮に改組され、同年5月には吉林省政府主席に任ぜられたが、名目のみで実際に省政府は組織されなかった。1943年（民国32年） 12月、国民政府参軍処参軍に任命され、1945年（民国34年）5月には国民党第6期中央執行委員候補に選出されている。
日中戦争終結後の1945年（民国34年）9月、鄒作華は東北行営政治委員会委員に任命され、1947年（民国36年）10月、国民政府主席東北行轅政治委員会常務委員となった。同年11月、陸軍二級上将銜を授与される。1948年（民国37年）2月、戦略顧問委員会委員に任命され、同年3月には行憲国民大会代表に選出された。1949年（民国38年）、国共内戦敗北に伴い台湾に逃れた。1953年（民国42年）に退役し、以後、総統府国策顧問、光復大陸設計研究委員会委員を歴任する。国民大会では、1954年（民国43年）2月の第2回会議と1960年（民国49年）2月の第3回会議でいずれも会議主席団主席を務めた。1973年（民国62年）11月7日、台北市にて病没。享年80（満79歳）。

## 注
1. 1 2  “邹作华” (中国語).   张氏帅府博物馆. 2020年12月3日閲覧。
2. 1 2 3 4  徐主編（2007）、2030頁。
3. 1 2 3 4  劉国銘主編（2005）、1134頁。
4. 1 2  杉山 2012, p. 291.
5. ↑  杉山 2012, p. 296.
6. ↑  劉寿林ほか編（1995）、959頁。